# Orthocraspis acypera
Orthocraspis acypera är en fjärilsart som beskrevs av George Francis Hampson 1905. Orthocraspis acypera ingår i släktet Orthocraspis och familjen trågspinnare. Inga underarter finns listade i Catalogue of Life.